# 弗忌
弗忌（前8世纪—前695年），或为春秋时期秦国大庶长。
前704年，秦宪公卒，弗忌与威垒三父合谋，废太子而另立秦宪公子秦出子为君。前698年，弗忌与威垒三父派刺客在鄙衍杀出子，而复立原太子，是为秦武公。前695年，秦武公以其杀秦出子的罪名，诛杀之并夷三族。